# بهروز نعمتی
بهروز نعمتی (زاده ۱۳۴۷ اسدآباد) سیاستمدار ایرانی  و معاون سابق حقوقی و امور مجلس وزارت نفت است.
وی در حال حاضر مشاور وزیر نفت در امور اجرایی و عضو شورای معاونین وزارت نفت دولت چهاردهم می باشد.
وی پیش‌تر نماینده تهران در دوره دهم مجلس شورای اسلامی و عضو هیئت رئیسه مجلس شورای اسلامی و سخنگوی هیئت رئیسه مجلس ؛ عضو کمیسیون صنعت و معدن دوره نهم و عضو کمیسیون انرژی دوره دهم مجلس شورای اسلامی بوده  . 
در دورهٔ نهم مجلس شورای اسلامی نیز به عنوان نمایندهٔ اسدآباد از استان همدان در مجلس شورای اسلامی حضور داشت.
در دولت دوازدهم ایشان مشاور سابق وزیر نفت بود.
از سوابق شغلی وی می‌توان به فرمانداری بیجار در استان کردستان و رییس هیئت مدیره شرکت های کفش ملی، صنعتی و بازرگانی غدیر، ایران پارسای اصفهان، دریابان جنوب، چینی البرز، گل نقش توس و عضو هیئت مدیره شرکت های گروه صنعتی ملی، پرمیت، گچ کردستان، عضو هیئت مدیره و مدیرعامل شرکت های فرش راوند، آسیای آرام و قائم مقام سیمان کردستان اشاره کرد.
نعمتی، عضو هیئت رئیسه فدراسیون کشتی، و در تاریخ ۱۴ اردیبهشت ۱۳۹۸ از سوی مسعود سلطانی‌فر، وزیر ورزش و جوانان، به عنوان سرپرست این فدراسیون منصوب شد.

## مجلس نهم
بهروز نعمتی در انتخابات دوره نهم مجلس شورای اسلامی، موفق شد با کسب ۲۶٬۱۲۹ رأی، در مجموع ۴۸٪ از آرای انتخابیهٔ اسدآباد در استان همدان را به خود اختصاص دهد.
او در مجلس نهم سخنگوی هیات رئیسه مجلس و نایب رئیس فراکسیون رهروان ولایت بوده است.
در دوره نهم ایشان عضو کمیسیون صنایع و معادن بودند.

## مجلس دهم
در دهمین دوره انتخابات مجلس شورای اسلامی، بهروز نعمتی که قبلا نماينده ی اسدآباد همدان بود، در لیست ۳۰ نفرهٔ ائتلاف فراگیر اصلاح طلبان: گام دوم در تهران حضور داشت و توانست با کسب ۱٬۱۵۸٬۰۳۶ رأی، در رتبهٔ بیستم تهران، وارد مجلس دهم شود.